# 周本立 (安徽)
周本立（1946年3月—），安徽肥东人。中国共产党党员。安徽大学中文系汉语言文学专业毕业，大学学历，文学学士。历任安徽省计划委员会办事员、副处长；省政府办公厅调研室副主任，第二本公司副主任、主任；省计委副主任、主任，省发展计划委员会主任等职。2003年1月当选为安徽省人大常委会副主任。